# Károly Bari
Dans le nom hongrois Bari Károly, le nom de famille précède le prénom, mais cet article utilise l’ordre habituel en français Károly Bari, où le prénom précède le nom.
Pour les articles homonymes, voir Bari (homonymie).
Károly Bari ([ˈkaːɾoj], [ˈbɒɾi]), né le 1er octobre 1952 à Bükkaranyos, est un poète, traducteur et graphiste rom hongrois.

## Biographie
Il est né en 1952 à Bükkaranyos, un petit village de montagne du comté de Borsod, dans une famille gitane de sept enfants, le cinquième.
Après avoir été diplômé de l'école primaire, il a fréquenté le lycée à Miskolc. Après avoir obtenu son diplôme, il a étudié au Collège d'art dramatique et à la Faculté des arts de l'Université Lajos Kossuth à Debrecen . Il était encore lycéen lorsque son premier recueil de poèmes, qui fit un succès foudroyant, fut publié en deux éditions consécutives. Depuis, il a en publié plusieurs tomes.
Au milieu des années 1970, il est traîné à la prison de Csillag à Szeged, l'une des plus strictes de Hongrie, pour ses poèmes à contenu politique.  Après sa libération, il a été poussé à la marge de la société pendant des années.
Il écrit des poèmes, peint, fait des recherches sur le folklore et prépare des traductions de poésie étrangère contemporaine ainsi que des traditions folkloriques lyriques et épiques tsiganes. La galerie Gödöllő organise pour la première fois une exposition de ses peintures. En 1985, il est exposé à la Conciergerie de Paris lors de la Première Mondiale d'Art Tzigane. Par la suite, ses œuvres ont été présentées à Budapest, Debrecen, Szeged, Berlin et Strasbourg.
Ses poèmes sont régulièrement publiés en langues étrangères dans diverses revues et anthologies étrangères. Son volume indépendant a été publié en italien par l' Université de Bologne, en français par les Editions Noel Blandin à Paris et par Vincze László Kiadó à Szentendre, en néerlandais par Stichting Poetry International à Rotterdam, en anglais par Mercury House à San Francisco et Vincze László Kiadó à Szentendre, et en allemand par Oberbaum Verlag à Berlin .
Le 22 janvier 2019, il a donné sa leçon inaugurale à l'Académie Széchenyi des arts et lettres.

## Distinctions
- Prix d'Or catégorie Poème - 1ère rencontre nationale des écrivains et poètes étudiants, Sárvár (1970)
- Bourse Zsigmond Moricz (1980)
- Prix Attila József (1984)
- Prix Tibor Déry (1992)

- Prix Soros pour l'ensemble de sa carrière (1996)
- Prix Bezerédj (1996)
- Prix CET (Prix de la Société littéraire d'Europe centrale) (2000)
- Prix Kossuth (2001)
- Prix Zoltán Kodály (2001)
- Médaille commémorative Pro Ethnographia Minoritatum (2003)
- Prix Hazám (2004)
- Prix de la culture parallèle (2014)
- Membre de l'Académie littéraire numérique (2019)
- Prix du patrimoine hongrois (2020

## Expositions
- Première Mondiale d'Art Tzigane organisée par les Initiatives Tsiganes en 1985 à la Conciergerie de Paris[1]